# La favola di Adamo ed Eva
La favola di Adamo ed Eva è il secondo album di Max Gazzè, pubblicato nel 1998.
Nel 1999 è stata pubblicata una ristampa dell'album, con il nome La Favola di Adamo ed Eva (Sanremo edition) e con l'aggiunta del brano inedito Una musica può fare, presentato al Festival di Sanremo 1999.
La favola di Adamo ed Eva vede la partecipazione di Niccolò Fabi in Vento d'estate, di Mao in Colloquium vitae e di Lucio Morelli in Nel verde. I testi sono scritti da Max insieme al fratello Francesco Gazzè, poeta e paroliere.

## Tracce
1. La favola di Adamo ed Eva - 4:21
2. Vento d'estate - 3:44 (con Niccolò Fabi)
3. Raduni ovali - 4:40
4. Cara Valentina - 3:56
5. L'amore pensato - 3:52
6. Nel verde - 4:25 (feat. Lucio Morelli)
7. Comunque vada - 3:49
8. L'origine del mondo - 4:41
9. Come si conviene (bom pà) - 4:00
10. Casi ciclici - 3:35
11. Colloquium vitae (feat. Mao) - 3:27
12. Autoironia - 4:33
13. Due apparecchi cosmici per la trasformazione del cibo (+ ghost track "Etereo") - 7:17

### Sanremo edition
1. La favola di Adamo ed Eva
2. Una musica può fare
3. Cara Valentina
4. Raduni ovali
5. L'amore pensato
6. Nel verde  (feat. Lucio Morelli)
7. Comunque vada
8. Come si conviene (bom pà)
9. L'origine del mondo
10. Vento d'estate  (con Niccolò Fabi)
11. Autoironia
12. Colloquium vitae (feat. Mao)
13. Casi ciclici
14. Due apparecchi cosmici per la trasformazione del cibo

## Curiosità
Nel CD è presente anche una traccia interattiva, installabile ed eseguibile su Mac o PC Windows 95/98 (o anche su versioni successive in modalità di compatibilità). Essa consiste in un gioco di nome "La Macchina del rifrullo" in cui bisogna indovinare strane coppie di pietanze. Ad ogni coppia indovinata, l'avatar di Max stilizzato reciterà una poesia del fratello Francesco Gazzè. Al termine del gioco sarà possibile ascoltare la versione demo di "Una Musica Può Fare". Questo gioco è disponibile solo nella "Sanremo Edition" de "La Favola Di Adamo ed Eva".
L'opera in copertina è Il peccato originale, miniatura mozarabica del Beato de El Escorial, Biblioteca reale del monastero di San Lorenzo dell'Escorial.

## Formazione
- Max Gazzè – voce, basso
- Maurizio Filardo – chitarra classica, chitarra acustica
- Gianluca Misiti – tastiera, pianoforte
- Riccardo Sinigallia – programmazione
- Francesco De Nigris – chitarra acustica
- Emanuele Brignola – basso
- Mao – chitarra acustica, voce
- Giorgio Baldi – chitarra acustica, chitarra elettrica
- Piero Monterisi – batteria, percussioni
- Lucio Morelli, Matthew Marston – cori